# فرودگاه شهری راولینز
 فرودگاه شهری راولینز (به انگلیسی: Rawlins Municipal Airport) (به زبان بومی: Harvey Field) یک فرودگاه همگانی بهره‌برداری هوایی با کد یاتا RWL است که یک باند فرود آسفالت دارد و طول باند آن ۲۱۳۶ متر است. این فرودگاه در کشور ایالات متحده آمریکا قرار دارد و در ارتفاع ۲۰۷۷ متری از سطح دریا واقع شده است.